# Kubichek!
Kubichek! waren eine englische Indie-Rock-Band aus Newcastle upon Tyne. Nachdem der Sänger die Band verlassen hatte, löste sie sich 2008 auf.

## Biografie
Kubichek! formierten sich 2004 aus der vierköpfigen Band Parklandsway, die sich kurz zuvor aufgelöst hatte.
Sie veröffentlichten ihre Singles „Taxi“ und „Nightjoy“ bei Fantastic Plastic Records.
Ihr Debütalbum, aus dem sie die vier Singles „Outwards“, „Stutter“, „Nightjoy“ und „Method Acting“ auskoppelten, erschien bei 30:30 Recordings.
Am 23. Oktober 2007 gaben sie auf ihrer Myspace-Seite bekannt, dass ihr Sänger Alan McDonald die Band verlassen hatte. McDonald arbeitet seitdem an seinem Solo-Projekt „Here Yee“.
Bei Kubichek! übernahm Michael „Frog“ Coburn Gesang und Bass. Der neu hinzugekommene Graham Thompson wurde zweiter Gitarrist, verließ die Band aber wenige Monate später. Kubichek! tourten ausgiebig und traten 2007 im The Sage Gateshead auf, um Geld für die Teenage Cancer Trust Organisation zu sammeln.
Am 4. Juli 2008 gaben sie ihre Auflösung auf ihrer Myspace-Seite bekannt. Die verbleibenden Mitglieder gründeten eine neue Band, die „Black Flashes“.

## Diskografie

### Alben
- Not Enough Night – 19. März 2007 (GB)

### Singles
- Nightjoy
- Taxi
- Opening Shot (Split-Single mit The Motorettes) – 10. Juli 2006
- Hometown Strategies – (Vinyl mit The Motorettes)
- Outwards – 11. Dezember 2006
- Nightjoy (re-release) – 5. März 2007
- Stutter – 28. Mai 2007
- Method Acting – 3. September 2007